# L'Espérou

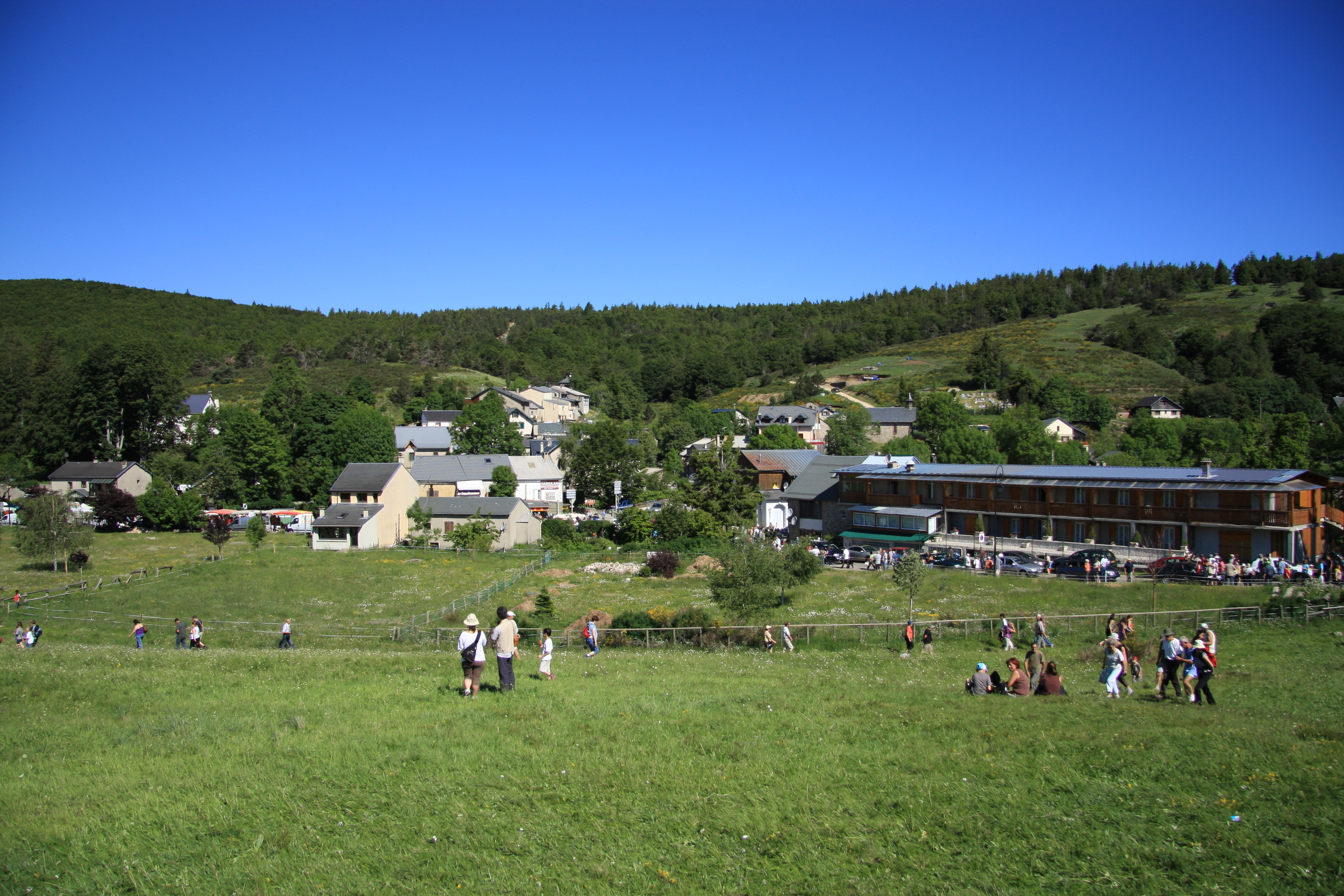

L'Espérou is een dorp in het Massif de l'Aigoual in het Nationaal Park Cévennes. Het ligt halverwege Valleraugue en Meyrueis. Het dorp ligt op de D986, de weg van Valleraugue naar Mende via Meyrueis. Het dorp ligt niet zo ver van de Mont Aigoual.